# 納都花丸
納都 花丸（9月26日—）是日本漫畫家兼插畫家。

## 經歷
- 1998年8月 於BiBLOS（日语：ビブロス (出版社)）以男性向成人漫畫出道。（2001年為止）
- 2002年1月 以替富士見書房《風之聖痕》（作者・山門敬弘）繪製封面與插畫作為插畫家出道。
- 2002年10月 富士見書房《哥哥和雙生機器人》（《季刊Fantasia Battle Royal》連載）一般向少年漫畫出道。
- 2002年12月 Gimmickhouse「Perfect Prince」作為女性向一般向PC遊戲原作·原畫出道。
- 2005年7月 富士見書房《哥哥和雙生機器人》完結。（《季刊Fantasia Battle Royal》連載）
- 2005年10月 富士見書房開始連載。（《季刊Fantasia Battle Royal》連載）
- 2005年12月 一迅社《蒼海決戰》開始連載。（《Comic REX》連載）
- 2008年7月 JIVE《新約 狼來了！（日语：新約 オオカミが来る!）》開始連載。（《月刊Comic RUSH（日语：月刊コミックラッシュ）》連載）
- 2008年8月 秋田書店開始連載。（《Champion Red》連載）
- 2011年4月 ASCII Media Works《蒼海訣戰 世界篇》開始連載。（《電擊ComicJapan（日语：電撃コミック ジャパン）》連載）
- 2013年10月 ASCII Media Works《交響曲傳奇 -拉塔特斯克的騎士- 里希達的恩仇》開始連載。（《VIVA☆TALES OF MAGAZINE（日语：テイルズ オブ マガジン）》連載）
- 2013年11月 HobbyJAPAN開始連載。（《COMIC DANGAN（日语：コミック・ダンガン）》連載）
- 2018年3月 《秒殺外掛太強了，異世界的傢伙們根本就不是對手。－AΩ－》開始連載。（《Comic Earth Star》連載）

## 作品

### 漫畫
連載中
- （Comic Earth Star（EARTH STAR Entertainment）、7卷）

連載完結
- （季刊Fantasia Battle Royal（富士見書房）、全2卷）
- （Mediax（日语：メディアックス）、全1卷）※18禁
- 哥哥和雙生機器人（てりぶるマシンツインズ）（季刊Fantasia Battle Royal（富士見書房）、長鴻出版社、全2卷）
- （Champion Red（秋田書店）、全2卷）
- 新約 狼來了！（新約 オオカミが来る!）（月刊Comic RUSH（JIVE）、東立出版社、全7卷）
- 蒼海決戰（Comic REX（一迅社）→ASCII Media Works、長鴻出版社、全10卷）
- 蒼海決戰·世界篇（蒼海訣戰 世界編）（（ASCII Media Works）、全1卷。內容為《蒼海訣戰》後續。）
- 交響曲傳奇 -拉塔特斯克的騎士- 里希達的恩仇（VIVA☆TALES OF MAGAZINE（ASCII Media Works）、全2卷）
- （COMIC DANGAN（HobbyJAPAN）、全1卷、未完）

### 插畫
- 風之聖痕（山門敬弘、富士見書房、台灣角川、本篇6卷、外傳6卷）

## 外部連結
- （日語）http://tydk.aez.jp/ （页面存档备份，存于）（公式網站）